# Grijota
Grijota és un municipi de la província de Palència a la comunitat autònoma de Castella i Lleó (Espanya).

## Demografia
| 1991 | 1996 | 2001 | 2004 |
| ---- | ---- | ---- | ---- |
| 810  | 794  | 890  | 1011 |

## Personatges il·lustres
- Abilio Calderón Rojo, polític i ministre amb Alfons XIII.